# Merry Christmas, Charlie Manson!
"Merry Christmas, Charlie Manson!" é o décimo sexto episódio da segunda temporada da série de desenho animado estadunidense South Park, e o de número 29 da série em geral. Escrito por Trey Parker e Nancy M. Pimental, o episódio foi dirigido por Eric Stough e transmitido originalmente em 9 de dezembro de 1998 através do canal de televisão Comedy Central. No episódio, os meninos vão para a casa da avó de Cartman no Nebraska para as festas de fim de ano, mas Stan é informado por seus pais que ele não pode ir. O garoto desafia a autoridade deles e vai de qualquer maneira. Enquanto isso, o Tio de Cartman, Howard e seu amigo, Charlie Manson, fogem da prisão e causam muita confusão na cidade.

## Enredo
Stan pede a permissão de seus pais para ir viajar a casa da avó de Cartman em Nebraska, mas eles negam. Sentindo-se desiludido com a ideia da família, ele foge para a casa de Cartman a tempo de se juntar aos outros meninos. Durante a viagem a Nebraska, eles veem uma placa indicando a presença do Sr. Hankey num shopping. Quando eles finalmente chegam, os parentes de Cartman estão lá, todos os quais compartilham os maneirismos de Cartman. No jantar, eles conhecem o tio de Cartman, Howard, ao vivo via satélite da prisão estadual. Mais tarde naquela noite, os meninos escutam alguém entrar na casa e descobrem que é Howard e outro prisioneiro, Charlie Manson.
Os meninos querem ir ao shopping para ver o Sr. Hankey, mas ninguém da família quer levá-los, enquanto isso Cartman recebe a tarefa de cuidar de seu primo, Elvin. Manson oferece para levá-los ao shopping. Kyle e Stan conhecem um humano fantasiado de Sr. Hankey, irritado com a mentira, Kyle expõe a farsa, causando uma revolta. Os meninos e Manson escapam do shopping, entretanto, a polícia anti-distúrbios reconhece Manson, resultando uma perseguição em alta velocidade televisionada ao vivo.
Manson chega à casa dos parentes de Cartman e, junto com o tio Howard, mantém todos como refém. Os pais de Stan chegam e expressam sua decepção com ele. Stan pede permissão a Manson para fugir com ele, mas Manson fala com ele sobre o significado da família, fazendo o garoto mudar de ideia. Manson e Howard se rendem e cantam uma música de estilo especial de festividades. Os pais de Stan concordam que não foram razoáveis ao negar-lhe um natal com seus amigos. Mais tarde, enquanto Manson vai dormir na prisão, Stan, Kyle e todos da família de Cartman aparece e começam a cantar "Hark! The Herald Angels Sing" para Manson.

## Lançamento caseiro
Todos os 18 episódios da segunda temporada, incluindo "Merry Christmas, Charlie Manson!", foram lançados em um box set de DVD em 3 de junho de 2003.